# East Donyland
East Donyland is een civil parish in het bestuurlijke gebied Colchester, in het Engelse graafschap Essex. In 2001 telde het civil parish 2311 inwoners. East Donyland komt in het Domesday Book (1086) voor als 'Dunilanda'/'Dunulunda'.